# Цона Прод. Чирчео Филати-Цингерије-Ц (Латина)
Цона Прод. Чирчео Филати-Цингерије-Ц је насеље у Италији у округу Латина, региону Лацио.
Према процени из 2011. у насељу је живело 6 становника. Насеље се налази на надморској висини од 29 м.